# Tour de Bintan
Le Tour de Bintan est une course cycliste disputée au mois de mars sur l'île de Bintan, en Indonésie. Bien que non inscrite au calendrier de l'UCI Asia Tour, cette épreuve attire chaque année plus de 1 000 participants de nombreux pays différents.
Organisée sur plusieurs jours, certaines étapes sont qualificatives pour les championnats du monde "Gran Fondo". La compétition est par ailleurs divisée en plusieurs courses et classements distinctes, selon le genre ou de la catégorie des cyclistes,,.

## Palmarès
| Année | Vainqueur             | Deuxième               | Troisième           |
| ----- | --------------------- | ---------------------- | ------------------- |
| 2009  | David John Tonks      |                        |                     |
| 2010  | Adi Putera            | Nick Dale Swallow      | Calvin Sim          |
| 2011  | Heksa Prasetya        | Aziz Mohd Saiful Anuar | Tang Wang Yip       |
| 2012  | Colin Robertson       | Peter Hope             | Tjarco Cuppens (nl) |
| 2013  | Pierre-Alain Scherwey | Taylor Price           | Tjarco Cuppens (nl) |
| 2014  | Ayub Gathurima        | Chu Fan Hsin           | Bastian Döhling     |
| 2015  | non disputé           | non disputé            | non disputé         |
| 2016  | Kyosuke Takei         | Bastian Döhling        | Yeo Boon Kiak       |
| 2017  | Jarred Anderson       | Paul Bakker            | Ryūtarō Nakamura    |
| 2018  | Gabriel Tan           | Benjamin Farnsworth    | Petr Lukosz         |
| 2019  | David Cheam           | Anand Chandran         | Nol van Loon        |